# Лоренсале, Клаудио
Клаудио Лоренсале и Сиграньес (исп. Claudio Lorenzale i Sugrañes; 1816, Барселона — 1889, Барселона) — каталонский художник, один из основателей назарейской школы в Каталонии и каталонского национального культурного движения Ренессенса.

## Жизнь и творчество
Сын итальянца, Клаудио Лоренсале начал изучение живописи в Мурсии в 1828 году. В 1830 году он поступает в Художественную школу Лотья в Барселоне, где учится вместе с будущим знаменитым мастером живописи Пелегрином Клаве. В 1837 году Лоренсале получает первую премию в области живописи за картину Sísara derrotat per Barac. В том же году он уезжает в Рим, где каталонский живописец Пау Мила знакомит его с немецким художником-назарейцем Фридрихом Овербеком. Клаудио Лоренсале посещает в Риме художественную академию Святого Луки, где также за своё творчество был удостоен первой премии.
После возвращения из Италии в Барселону в 1844 году художник разрабатывает собственную концепцию живописи, сродни движению назарейцев в Германии, в основе которой лежало преклонение перед искусством Средневековья, воспринятое К.Лоренсале под влиянием Фридриха Овербека. Мастер начинает преподавательскую деятельность в барселонской Художественной школе Лотья. В 1851 году он становится профессором живописи, в 1858 году — её директором, и остаётся на этой должности до 1885 года. Талант К. Лоренсале высоко ценился в современной ему Испании; ему позировал испанский король Альфонс XII.
Учеником Клаудио Лоренсале и Сиграньеса был известный испанский художник Мариано Фортуни.

## Галерея

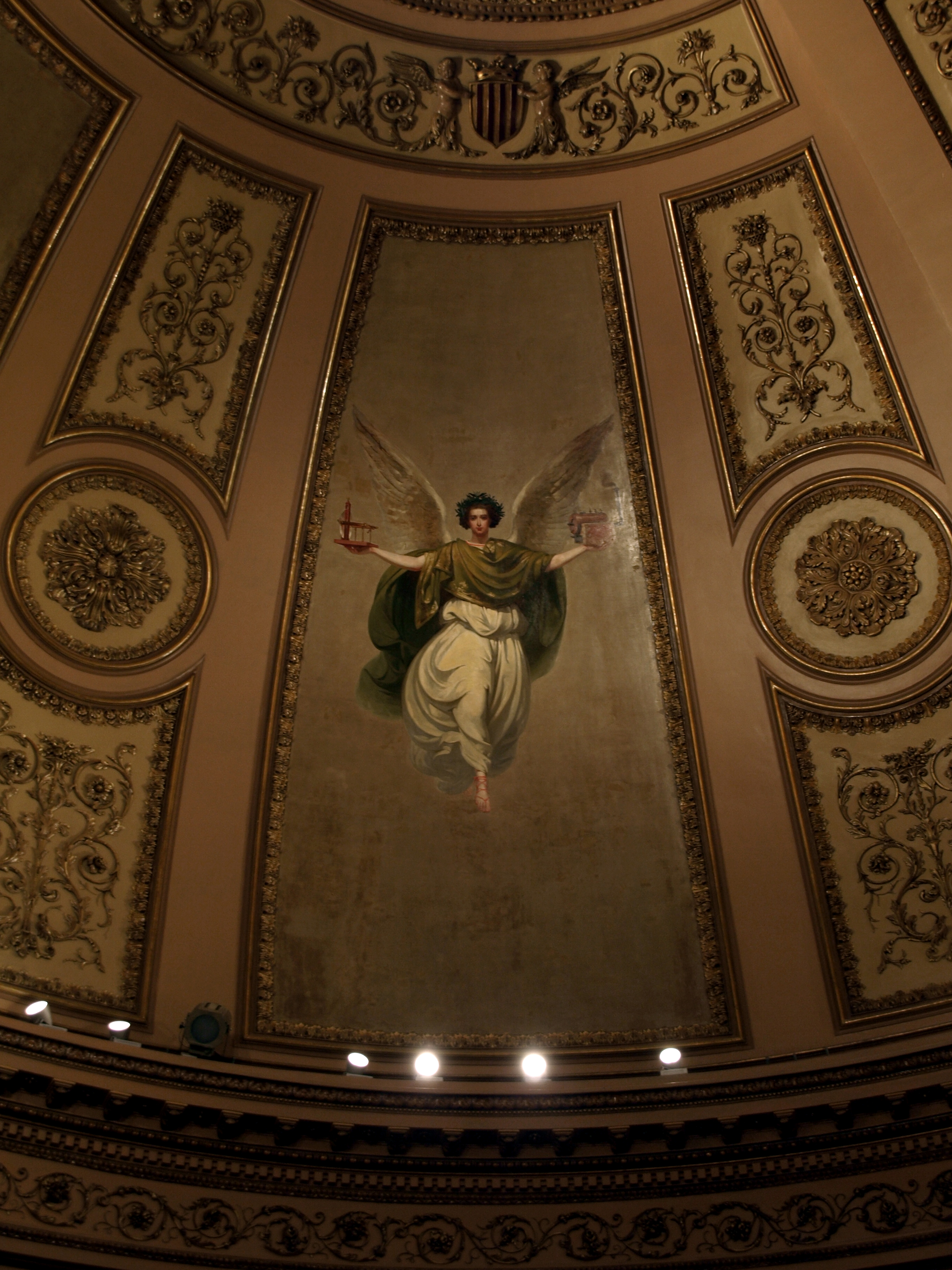
Аллегория Коммерции и Индустрии
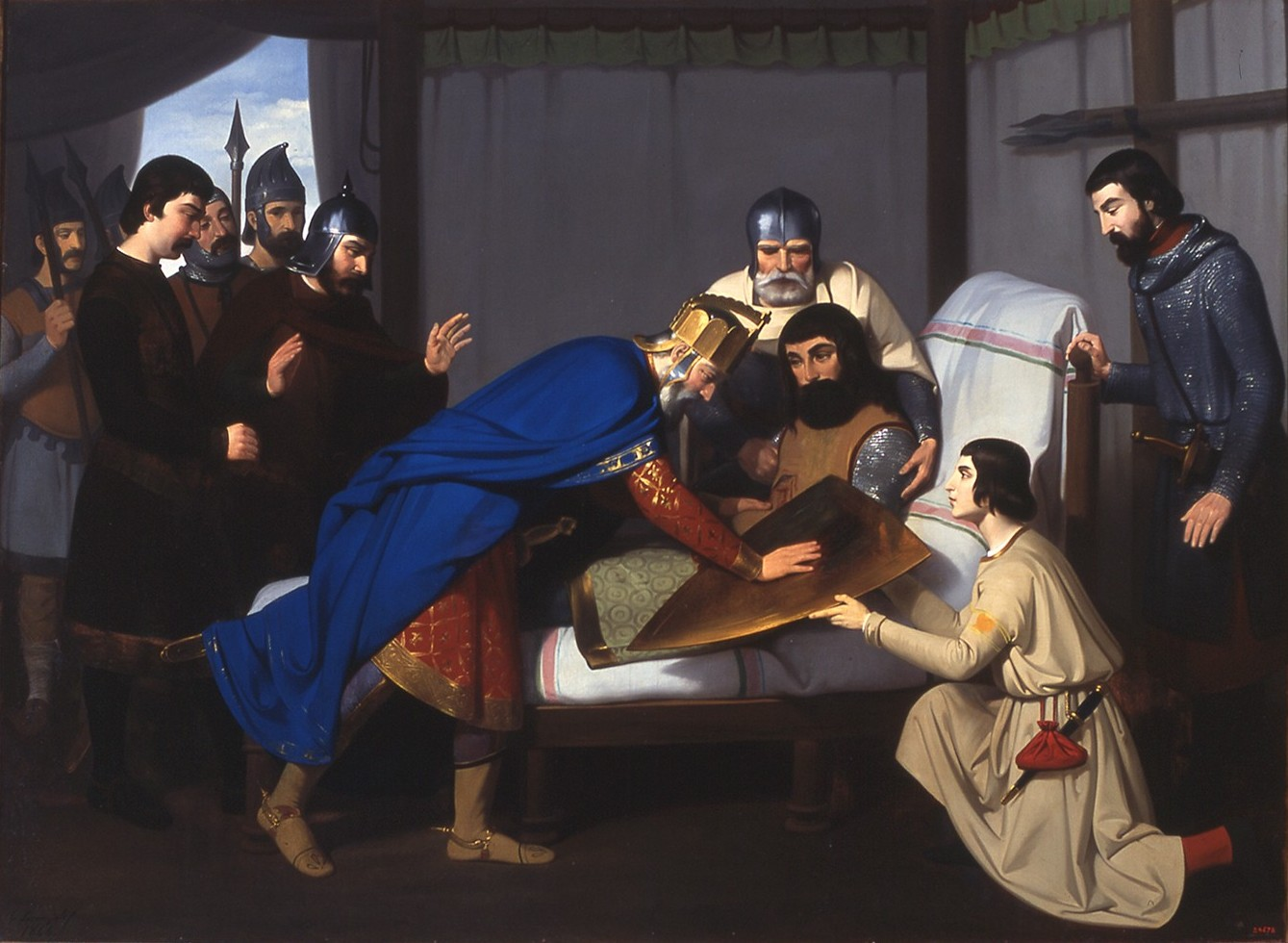
Смерть Вильфредо эль Веллозо
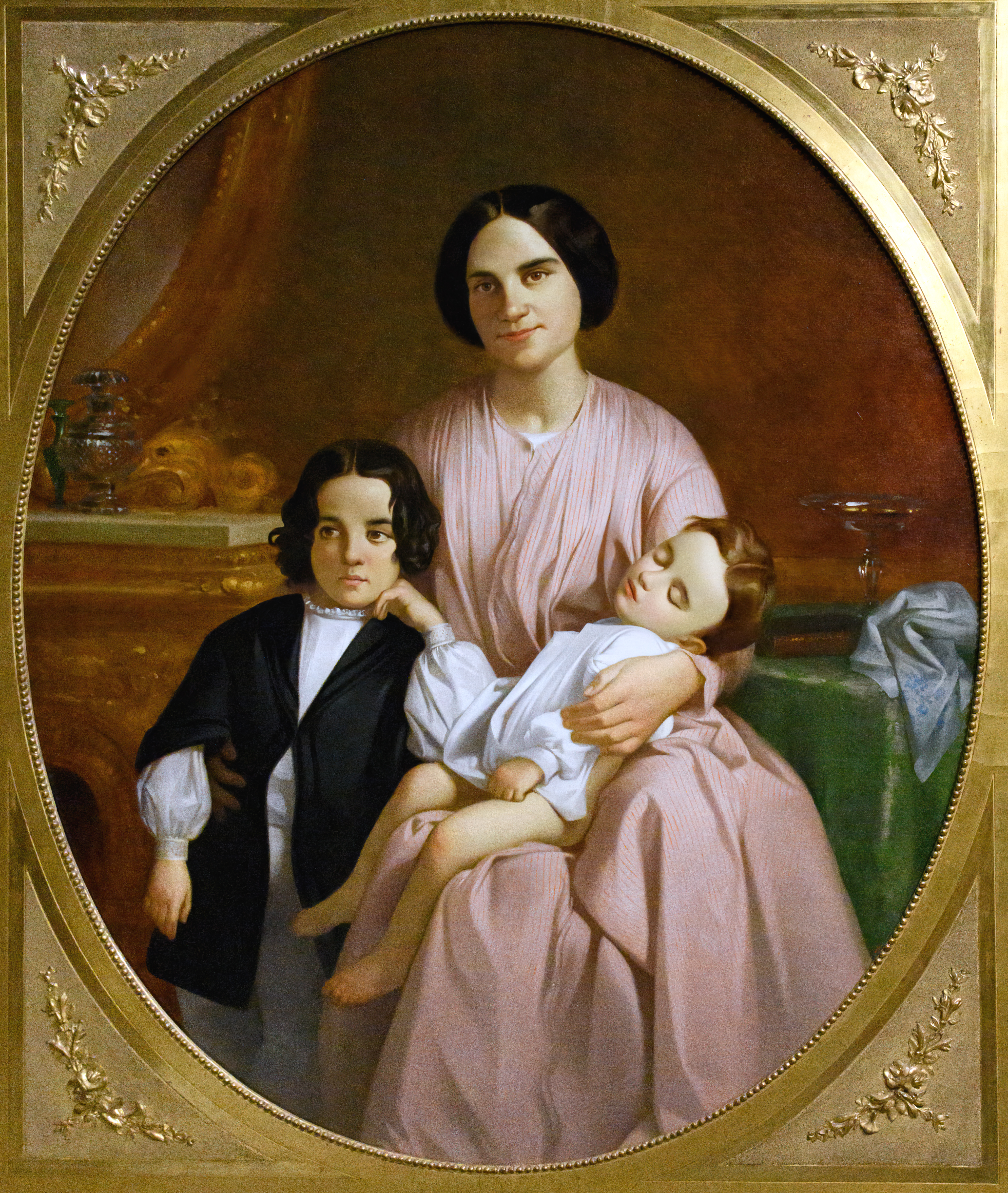
Портрет жены и детей художника.

- Работы Клаудио Лоренцале в Музее национального искусства Каталонии в Барселоне